# Froid (rappeur)
Pour les articles homonymes, voir Froid (homonymie).
Froid, de son vrai nom Renato Alves Menezes Barreto  (né le 1er septembre 1993 à Belo Horizonte), est un rappeur brésilien. Froid obtient un disque d'or pour son single SK8 do Matheus avec Rodrigo Cartier, et un double disque de platine pour son single Lamentável III avec Cynthia Luz.
Son nom de scène, Froid, est un hommage au penseur et père de la psychanalyse Sigmund Freud. Dans une version simplifiée pour le portugais, l'artiste brésilien décide de remplacer Freud par Froid,.

## Biographie

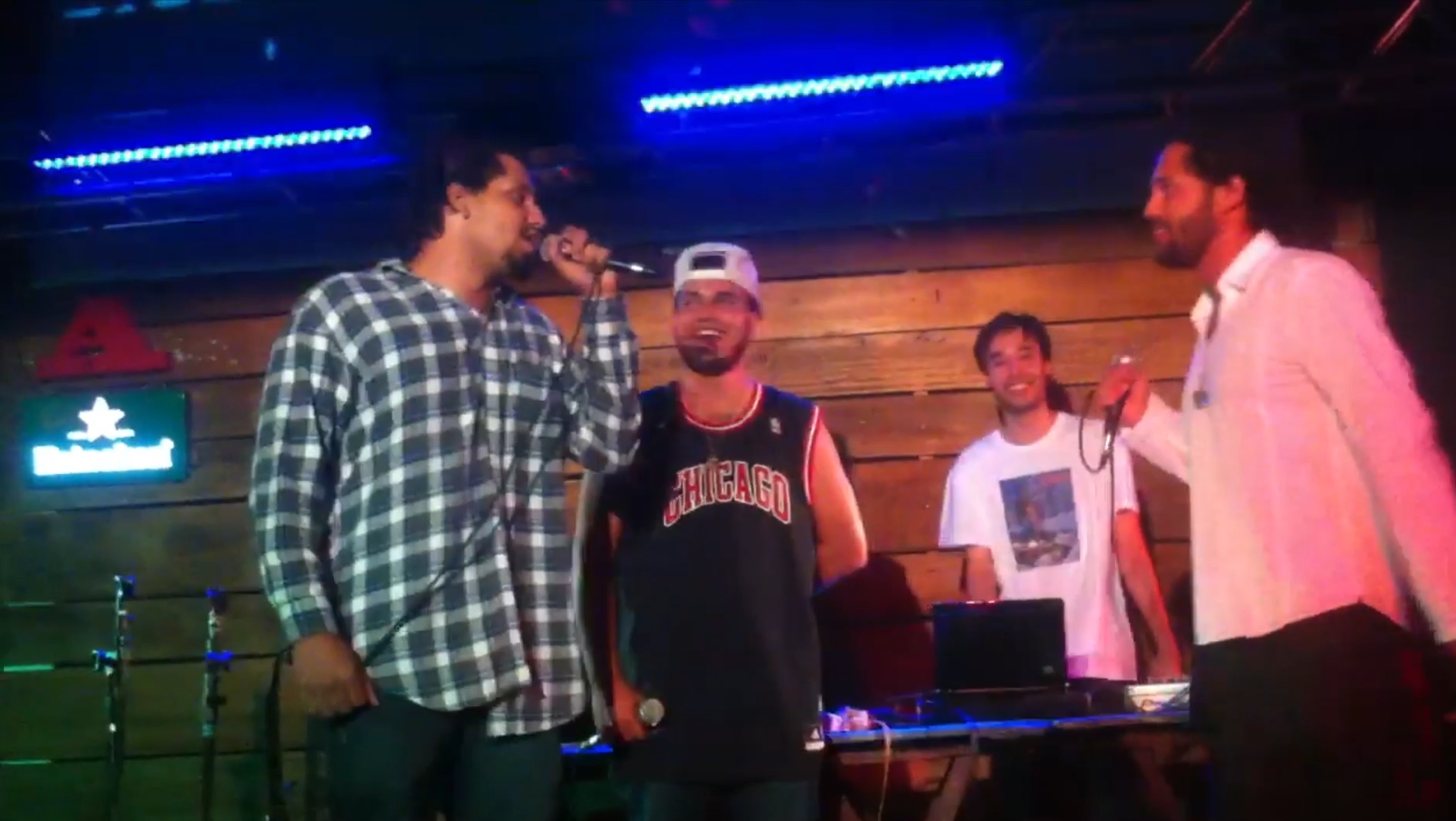
Froid affrontant un autre rappeur lors d'un battle à Brasilia, avec Emtee Beats en tant que DJ.

La carrière musicale de Froid débute en 2012 lorsque l'auteur-compositeur-interprète forme le groupe de hip-hop Um Barril de Rap avec deux autres partenaires. Au départ, les membres du groupe sont Froid lui-même, Sampa et Yank. Après un certain temps, le beatmaker Disstinto rejoint également le groupe. En 2017, le groupe se sépare après le départ de Yank, et Froid poursuit sa carrière en solo,.
Alors qu'il est membre de Um Barril de Rap, Froid participe également à des battles de rap freestyle, assistant à la Batalha do Neurônio et à la Batalha do Museu, qui se déroulent au Musée national de la République de Brasilia, grandissant ainsi sur la scène nationale du rap et gagnant sa notoriété. Dans sa carrière solo, Froid sort plusieurs tubes à partir de 2017, qui deviennent rapidement célèbres pour leurs rythmes entraînants et leurs rimes philosophiques, plaisant ainsi à de nombreux types d'amateurs de rap.
Son premier album solo, O Pior Disco do Ano, sorti en 2017, compte environ 159 millions de vues, ce qui lui vaut la plaque de disque de diamant. En 2018, Froid effectue sa première grande tournée nationale et est invité au festival João Rock, où il se fait connaître d'un public dépassant celui qui aime déjà le rap.

## Discographie

### Albums studio
- 2017 : O Pior Disco do Ano
- 2018 : Teoria do Ciclo da Água
- 2019 : Sol (part. Cynthia Luz)
- 2020 : Oxigênio (Corona Disco)
- 2022 : Gado
- 2023 : OgEMr (part. Ecologyk)
- 2024 : O Queridinho de Deus

## Distinctions
| Prix                           | Catégorie            | Année | Résultat   |
| ------------------------------ | -------------------- | ----- | ---------- |
| MTV MIAW                       | #Prestatenção        | 2018  | Nomination |
| Prêmio Genius Brasil de Música | Meilleur morceau rap | 2017  | 3e place   |